# Сакія-ель-Хамра (річка)
Сакія-ель-Хамра (араб. الساقية الحمراء, досл. червоний струмінь; ісп. Saguía el Hamra) — пересихаюча річка (уед) на північному сході Західної Сахари. Тече приблизно за 30 кілометрах на південний схід від містечка Фарсія. Дає свою назву історичній області Сакія-ель-Хамра та регіону Марокко, яке контролює її більшу частину, Ель-Аюн — Сакія-ель-Хамра.